# Christopher Lauthe
Christopher Lauthe, né le 25 novembre 1985 à Aix-en-Provence, est un footballeur français international de beach soccer.

## Biographie
Il intègre le centre de formation d Auxerre à l'âge de 15 ans mais un problème au genou lui fait renoncer a une carrière professionnelle.
Il joue plus de cinq ans en CFA2 au club de Gardanne.
En 2012, Christopher Lauthe, alors joueur de l'AS Gardanne, fait partie du premier groupe du Beach Soccer Aix entrainé par Frédéric Marques.
- Première sélection avec l'équipe de France de beach soccer en février 2014 pour le stage à Rennes avec une double confrontations contre l'équipe national anglaise, où il inscrit son premier but d'une reprise de volée acrobatique.
- Sélectionné pour le second stage 2014 en Hongrie en préparation pour les qualifications à la Coupe du monde, au Championnat d'Europe et aux Jeux olympiques
- Sélectionné pour le troisième et dernier stage en Pologne
- Sélectionné pour participer au qualification à la Coupe du monde, au Championnat d'Europe et aux Jeux olympiques
- Christopher inscrit 4 buts contre la Suisse avec un doublé à la clé contre l'Estonie d'une magnifique reprise de volée et d'une retournée acrobatique contre la Pologne

## Palmarès
- Élu meilleur défenseur de la division d'honneur ligue Méditerranée 2013 et 2014

- Champion de France 2014 avec Marseille 12e et capitaine de cette équipe